# Noblella
Noblella – rodzaj płazów bezogonowych z podrodziny Holoadeninae w obrębie rodziny Craugastoridae.

## Rozmieszczenie geograficzne
Rodzaj obejmuje gatunki występujące na Nizinie Amazonki w południowo-wschodniej Kolumbii, wschodnim Peru, północno-wschodniej Boliwii i na przylegających terenach Brazylii; również wschodnie stoki Andów południowego Ekwadoru przez Peru do Boliwii.

## Systematyka
Rodzaj zdefiniował w 1930 roku amerykański herpetolog Thomas Barbour w artykule zatytułowanym Lista gadów i płazów z Antyli, opublikowanym w czasopiśmie „Zoologica”. Gatunkiem typowym jest (oryginalne oznaczenie) N. peruviana.

### Etymologia
- Noblella: Gladwyn Kingsley Noble (1894–1940), amerykański zoolog i herpetolog[1].
- Psychrophrynella: gr. ψυχρος psukhros ‘zimny, chłodny’; φρυνη phrunē, φρυνης phrunēs ‘ropucha’; łac. przyrostek zdrabniający -ella[4]. Gatunek typowy (oryginalne oznaczenie): Phrynopus bagrecito Lynch, 1986

### Podział systematyczny
Do rodzaju należą następujące gatunki:
- Noblella bagrecito (Lynch, 1986)
- Noblella carrascoicola (De la Riva & Köhler, 1998)
- Noblella chirihampatu (Catenazzi & Ttito, 2016)
- Noblella duellmani (Lehr, Aguilar & Lundberg, 2004)
- Noblella glauca (Catenazzi & Ttito, 2018)
- Noblella losamigos Santa Cruz, von May, Catenazzi, Whitcher, López Tejeda & Rabosky, 2019
- Noblella madreselva Catenazzi, Uscapi & von May, 2015
- Noblella peruviana (Noble, 1921)
- Noblella pygmaea Lehr & Catenazzi, 2009
- Noblella ritarasquinae (Köhler, 2000)
- Noblella thiuni Catenazzi & Ttito, 2019
- Noblella usurpator (De la Riva, Chaparro & Padial, 2008)
- Noblella vilcabambensis (Condori, Acevedo-Rincón, Mamani, Delgado C. & Chaparro, 2020)